# Chris Cross (Musiker)

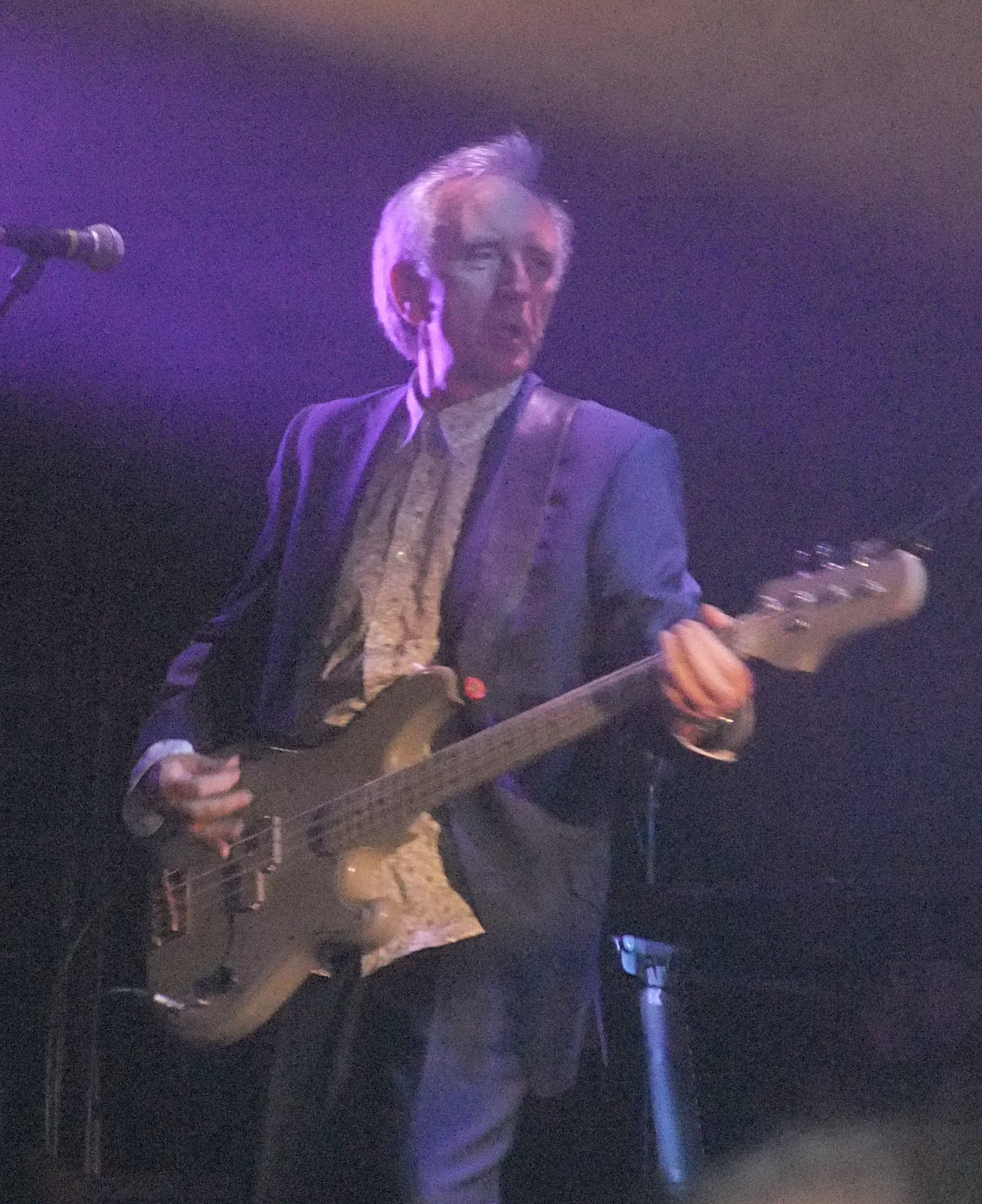
Chris Cross 2009

Chris Cross (auch Chris St. John, eigentlich Christopher Thomas Allen, * 14. Juli 1952 in  Tottenham, London; † 25. März 2024) war ein britischer Musiker, der vor allem als Bassist der Band Ultravox bekannt wurde.

## Werdegang
Christopher Thomas Allen wurde in Tottenham geboren. Er besuchte die Belmont Secondary Modern School sowie die William Forster Comprehensive. Er spielte in verschiedenen Bands in Tottenham, beeinflusst von Künstlern wie Small Faces, Desmond Dekker und The Crazy World of Arthur Brown. Er trat dann der Band Stoned Rose in Preston, Lancashire bei, gemeinsam mit Pete Hughes und Mick Carroll, die später Ritzi gründeten. Zugleich entschied er, das College zu besuchen und studierte Psychologie. 1973 kehrte er nach London zurück und studierte Kunst und Psychologie auf dem Art College.
Zur gleichen Zeit antwortete er auf eine Anzeige von Dennis Leigh, einem Londoner Kunststudenten, und gründete mit ihm Tiger Lily gemeinsam mit dem Gitarristen Stevie Shears, dem Schlagzeuger Warren Cann, Geiger und Keyboarder Billy Currie trat im folgenden Jahr bei. Tiger Lily arrangierten und probten die Songs von Leigh in Kings Cross, einem Stadtteil von London. Sie spielten Auftritte von 1974 bis 1976. Schließlich nannten sie sich Ultravox! und unterschrieben einen Plattenvertrag bei Island Records.
Cross beteiligte sich als Songwriter an diversen Hits der Band. Nach drei eher erfolglosen Studioalben und einer Tour durch die USA und Kanada, verließ Originalsänger John Foxx und Gitarrist Robin Simon, der Stevie Shears im Jahr zuvor verlassen hatte, Ultravox 1979, so dass Cross an einem Nebenprojekt mit dem Gitarristen der Pretenders, James Honeyman-Scott, sowie dem Sänger von Eddie and the Hot Rods, Barrie Masters und deren Schlagzeuger Steve Nicol arbeitete. Schließlich kam Midge Ure zu Ultravox, und die Band arbeitete nun verstärkt an Synthesizer-Klängen für das Album Vienna. Cross und Ure führten etwa gemeinsam Regie bei Musikvideos etwa für Bananaramas Shy Boy oder The Telephone Always Rings von Fun Boy Three. Cross nahm auch am Video von Band Aid teil, das von Ure mit organisiert wurde, und schrieb die Musik zu The Bloodied Sword. Nach mehreren erfolgreichen Alben widmeten sich die Bandmitglieder Ende der 1980er-Jahre anderen Projekten und Cross sagte, er käme nicht mehr dazu, für die Gruppe zu arbeiten.
2008 nahm Cross an der Reunion von Ultravox teil.
Cross verstarb am 25. März 2024 im Alter von 71 Jahren. Midge Ure würdigte ihn als „Klebstoff, der die Band zusammengehalten“ habe.

## Equipment
Während der Zeit von Ultravox mit John Foxx spielte Cross einen Guild B-301, einen Gibson EB-3 sowie bundlose Fender-Precision-Bässe sowie einen EMS Synthi AKS und später Mini-Moog-Synthesizer mit einem 8x10"-Ampeg-Verstärker.
Zur Zeit des Vienna-Albums spielte er auch etwa einen Yamaha-Bass, einen Fender-Precision-Bass, einen Mini-Moog-Synthesizer sowie Yamaha-Synthesizer. Später spielte er auch Status- und Steinberger-Bässe.
Eines seiner prägnantesten Instrumente war ein grauer Ibanez-RoadStar-Bass aus den frühen 1980er-Jahren, den er auch anfangs auf der Tour zu Return to Eden spielte. Auf dieser und der Brilliant-Tour 2012 benutzte er auch einen Rickenbacker 4003 Fireglo Bass und einen schwarzen Fender-Telecaster-Bass.